# Corțești
Corțești falu Romániában, Erdélyben, Fehér megyében.

## Fekvése
Felsőpodsága  közelében fekvő település.

## Története
Corţeşti korábban Felsőpodsága része volt, 1956 körül vált külön 63 lakossal.
1966-ban 117, 1977-ben 68, 1992-ben 32, 2002-ben 18 román lakosa volt.